# 斯特勒峰
斯特勒峰（英語：Stellar Crests）是南極洲的山峰，位於亞歷山大一世島中部，由4座山峰組成，海拔高度約2,000米，根據美國探險隊拍攝的空中照片繪入地圖，現時由南極條約體系管理。